# Карлыган (Абаканский хребет)
Карлыган (хак. Харлыган «Заснеженный») — гора в верховьях рек Томь и Аскиз на границе Аскизского и Усть-Абаканского районов в северной части Абаканского хребта (53° 35' с. ш., 89° 47' в. д.). Абсолютная высота — 1747 м. Склоны покрыты тайгой до высоты 1600, вершина — курумник. Район туристических маршрутов. По местной легенде у подножья бьет источник с живой водой, принадлежащий князю Ханза-бегу.
Имеет вулканическое происхождение. Примерный возраст — 400 млн лет

## Топографические карты
- Лист карты N-45-96 Бискамжа. Масштаб: 1 : 100 000. Состояние местности на 1984 год. Издание 1987 г.